# Паркові піраміди України

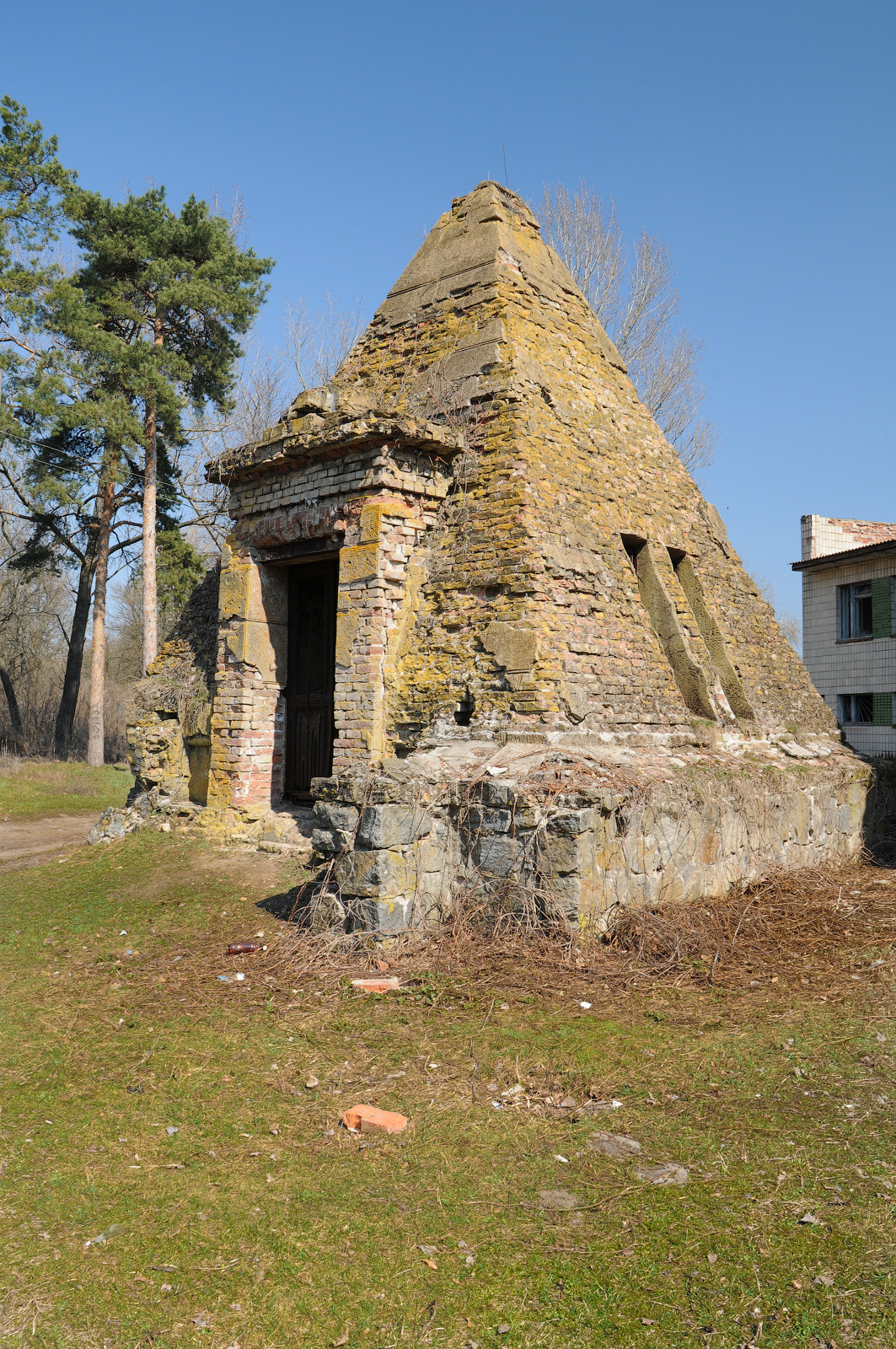
Піраміда-мавзолей сім'ї Закревських

Паркові піраміди України — форма паркових[прояснити] споруд на теренах України. Існує 5 таких споруд, створених наприкінці XVI — на початку XX ст.: у Берестечку, Сумах, с. Березова Рудка, с. Комендантівка, с. Воргол, а також одна сучасна споруда в с. Кіндрівка. Переважно слугували каплицями та місцями поховань знатних людей.

## Мода на піраміди
До кінця 1600-х років вивчення давньоєгипетської культури переважно базувалося на єгипетських пам'ятках, знайдених у римських руїнах в Італії. Піраміда, побудована для Гая Цестія (бл. 12 р. до н. е.), довгий час була прототипом для європейських зображень пірамід. Інтерес до єгипетської тематики підживлювали езотеричні рухи, такі як розенкрейцерство та масонство. До середини 1600-х років Лоренцо Берніні проєктував гробниці-піраміди для пап. У XVIII ст. інтерес до Єгипту вже був доволі широким, архітектори, бачачи піднесене в єгипетських пам'ятниках, проєктували «єгипетські» будівлі, щоб викликати благоговіння у глядачів, будували гробниці-піраміди, розміщували обеліски в скверах. У 70-і роки XVIII в. у парках маєтків Монсо герцога Шартрського та Мопертьюї маркіза Монтеск'є були споруджені «єгипетські гробниці» з фальшивими могилами та статуями в єгипетському стилі всередині. Єгиптоманія проникла також у Російську імперію. У 80-ті роки XVIII ст. для Катерини II у Царському Селі була споруджена альтанка у вигляді чотиригранної єгипетської піраміди.
У 1798 році Наполеон вторгся в Єгипет. Подальша експедиція та публікація «Опису Єгипту» в 1809 році призвели до спалаху єгиптоманії, репродукції єгипетських будівель і виставок єгипетських артефактів. Наприкінці XVIII ст. у Франції пірамідальна форма надавалася багатьом поховальним спорудам.

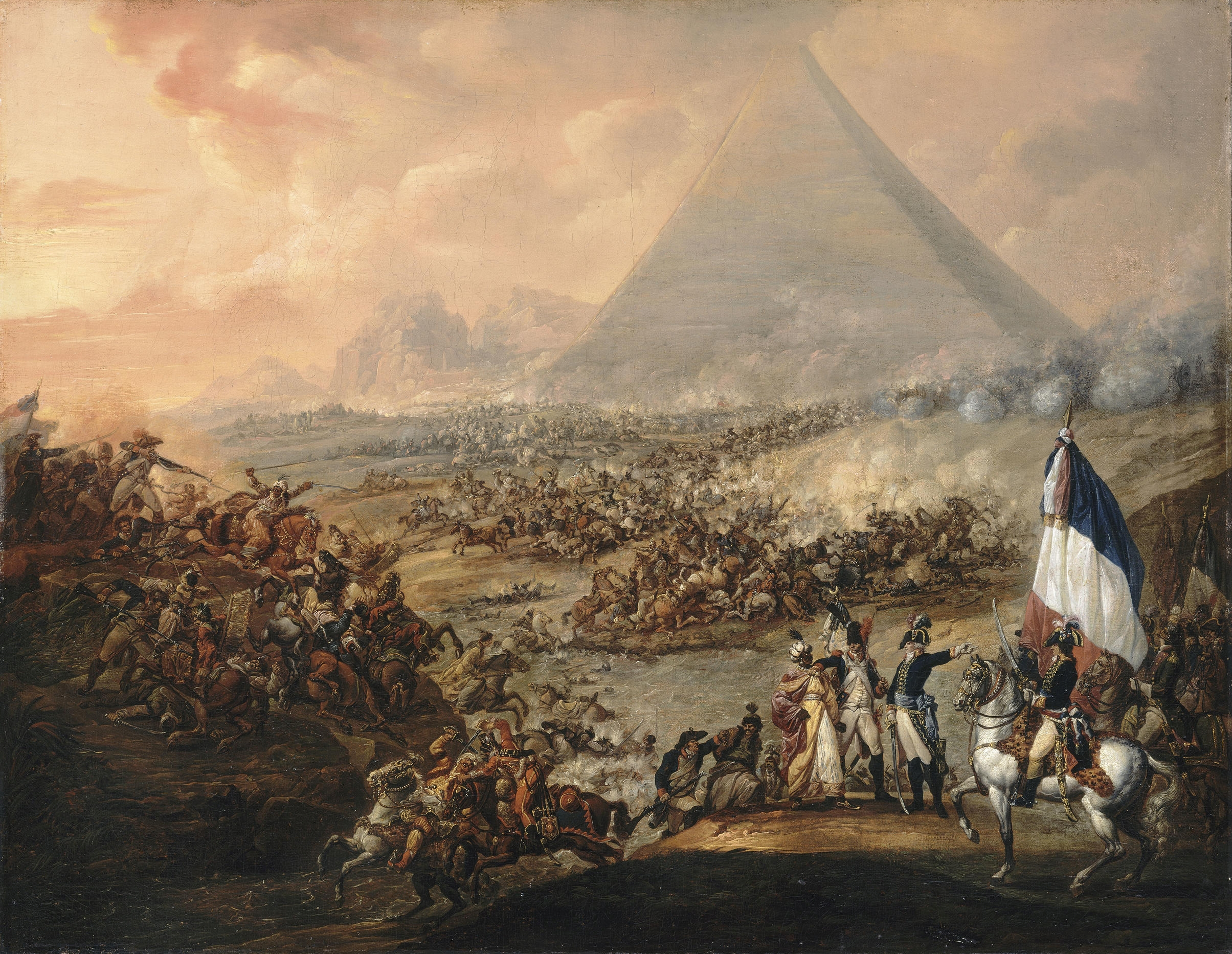
Худ.Франсуа-Луї Ватто. «Битва біля пірамід, 21 липня 1798 року»
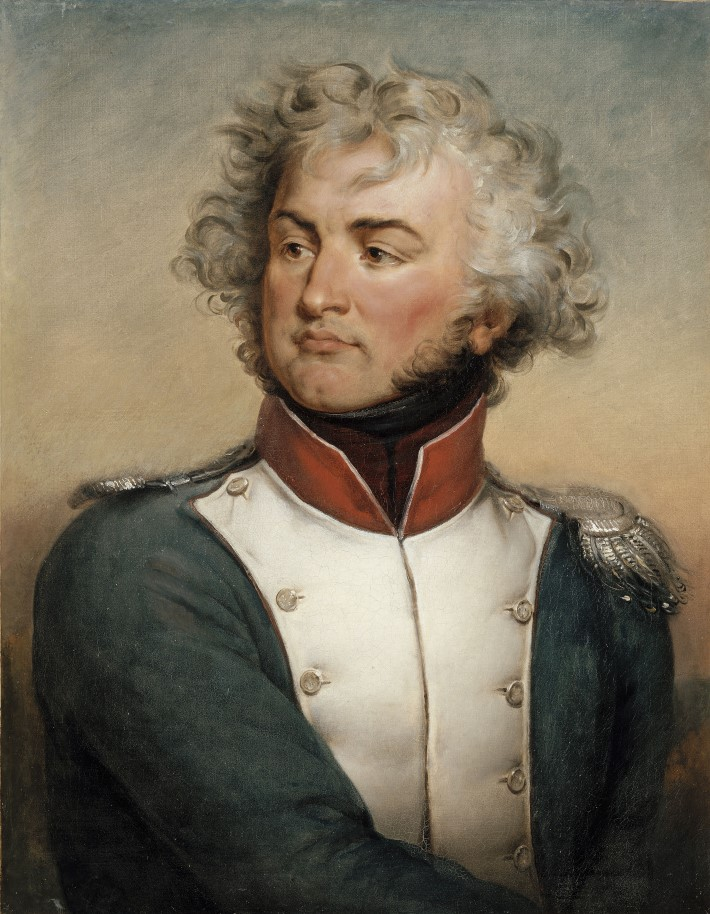
Худ. Ж. Герен. Жан Батіст Клебер, очільник експедиційного корпусу в Єгипті.

## Паркові піраміди в Україні
Берестечко. У Берестечку (Волинська область) на могилі луцького старости, князя Олександра Пронського, в 1596 році споруджено пам'ятник-піраміду («мурований стовп»).
Комендантівка. Піраміда Білевичів у селі Комендантівка (Полтавська область) діяла як усипальниця. Офіцер російського флоту Олександр Дмитрович Білевич побував у Єгипті, де пам'ятки стародавньої цивілізації вразили його уяву. Повернувшись, він почав будувати у своєму маєткові власну піраміду-усипальню 1864 року. Спорудження піраміди тривало 13 років. Як будівельний матеріал використовували гранітні блоки, які по дерев'яних жолобах тросами затягували нагору. За переказами, вапняковий розчин робили на крові свіжозабитої худоби з додаванням яєчних білків. Піраміда має три яруси, загальною висотою 15 м. Три поховальні камери сполучалися підземними ходами. Вінчав споруду православний хрест. Там були поховані Олександр Білевич та його дружина Софія. В 1900 році в Комендантівці згоріла дерев'яна церква, і в піраміді облаштували нову. Для цього до неї виконали прибудову. Після Другої світової війни крипта піраміди була відкрита, доля останків невідома. В середині 2000-х років церква була відремонтована.
Березова Рудка. У садибі Березова Рудка (Полтавська область) панів Закревських також розташована піраміда-усипальниця заввишки 10 м. Побудував її в 1899 році дипломат Російської імперії Гнат Закревський, повернувшись із чергової мандрівки Єгиптом. Піраміда в Березових Рудках поєднує християнську, язичницьку та масонську символіку. Її прикрашали фрески у єгипетському стилі та розписи з біблійними сюжетами. Всередині містилася статуя богині Ісіди, привезена з Єгипту, тоді як на портику був православний хрест. Будівля складалася з цегли, облицювання імітувало кам'яні брили. 1906 року Гнат Закревський помер під час подорожі в Каїр. Двоє його доньок повернули тіло батька в Березову Рудку, забальзамоване в меді. Закревського поховали в крипті піраміди, під крилами богині Ісіди. Після революції 1917 року усипальницю Закревських пограбували, а останки викинули з крипти. Потім їх перепоховали на сусідньому кладовищі. Пізніше в піраміді діяв склад місцевого молокозаводу, громадський туалет, звалище та невелика електростанція.
Суми. У Сумах на Петропавлівському цвинтарі стоїть піраміда-усипальниця, датована XIX століттям. Ймовірно належала гусару-самогубці. Достеменно дата будівництва та хто в ній був похований, невідомо.
Воргол. Каплиця-усипальниця родини Шечкових в с. Воргол (Сумська область) споруджена в стилі неокласицизму на початку ХХ ст. Підмурки виготовлені з місцевого пісковика, фасади потиньковані, декоровані рустом, двоє вікон були з арочними перемичками, вгорі були круглі слухові вікна. Cклепіння першого поверху зруйноване. Споруду ймовірно увінчував хрест. Інтер'єр каплиці прикрашений цементним декором в рослинному та геометричному стилі. Підлога була вимощена керамічною плиткою. Вхід до склепу представлений тамбуром-ґанком (дромосом), всередині розташовані три поховальні ніші.
Кіндрівка. Найпізніша піраміда збудована в 2013 році мешканцем села Кіндрівка (Полтавська область). Піраміда заввишки 6 м створена з граніту, всередині міститься колодязь. Збудована як приміщення для альтернативної медицини.

## Галерея

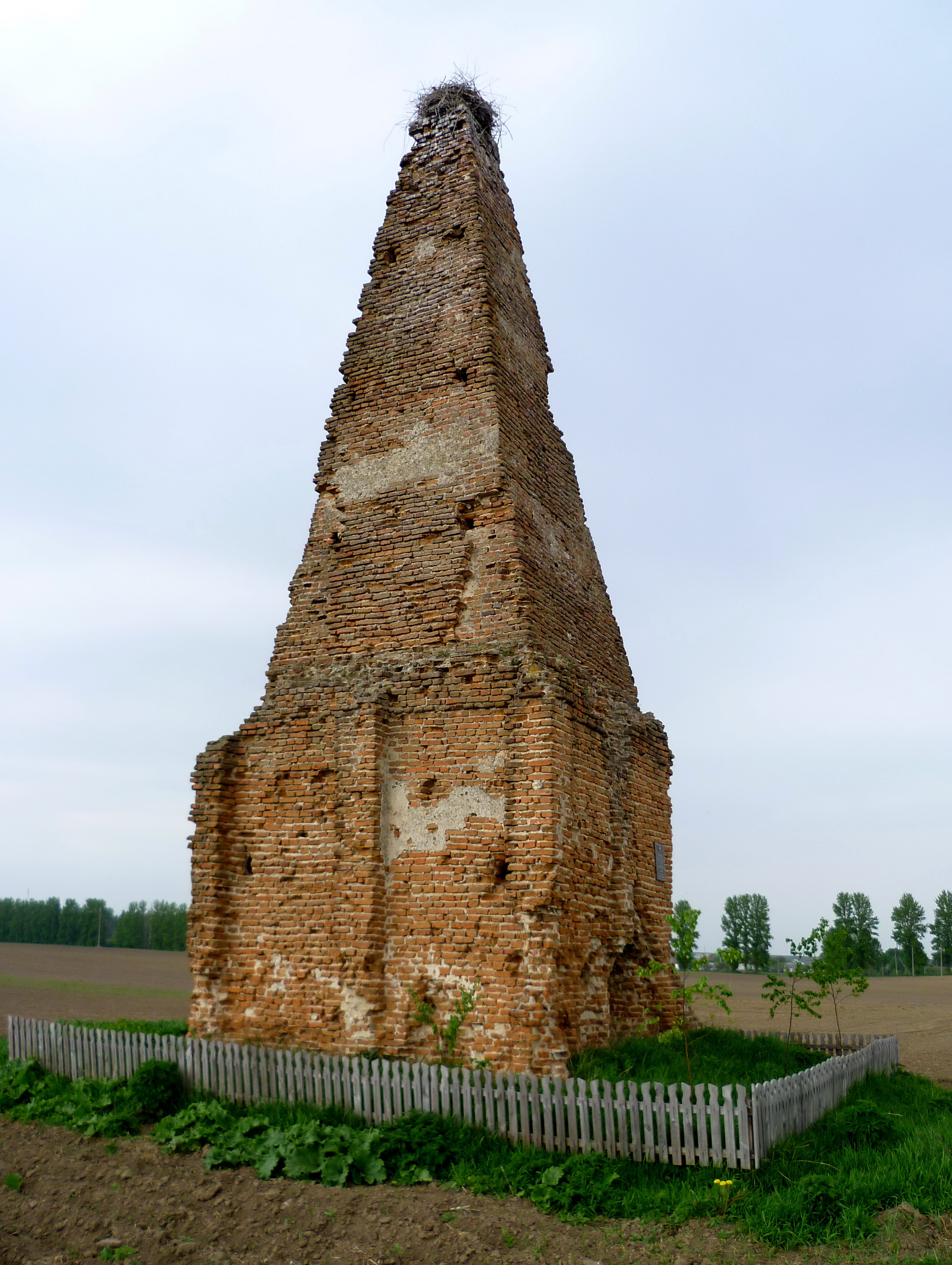
«Мурований стоп» у Берестечку
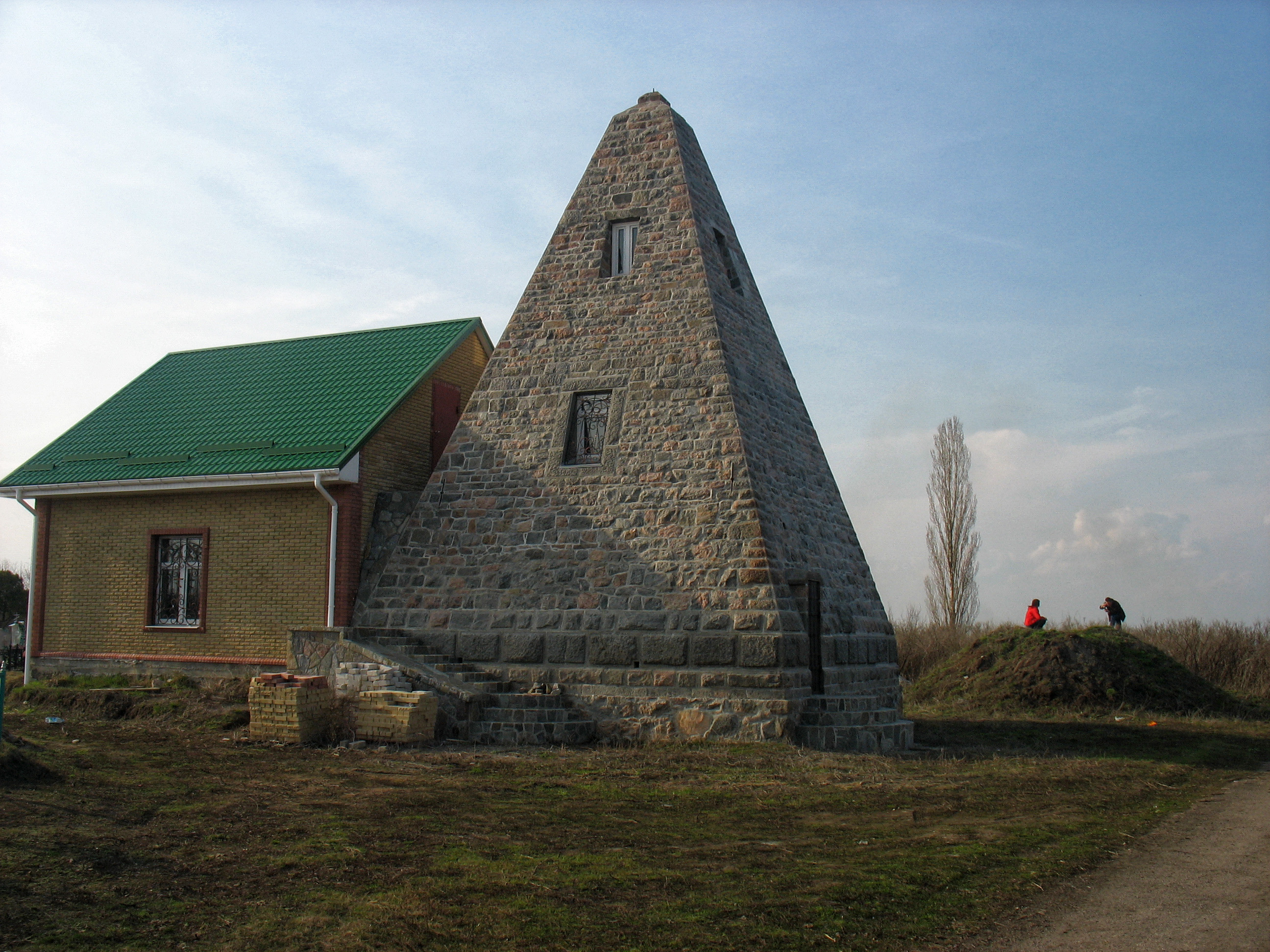
Піраміда Білевичів у с. Комендантівка
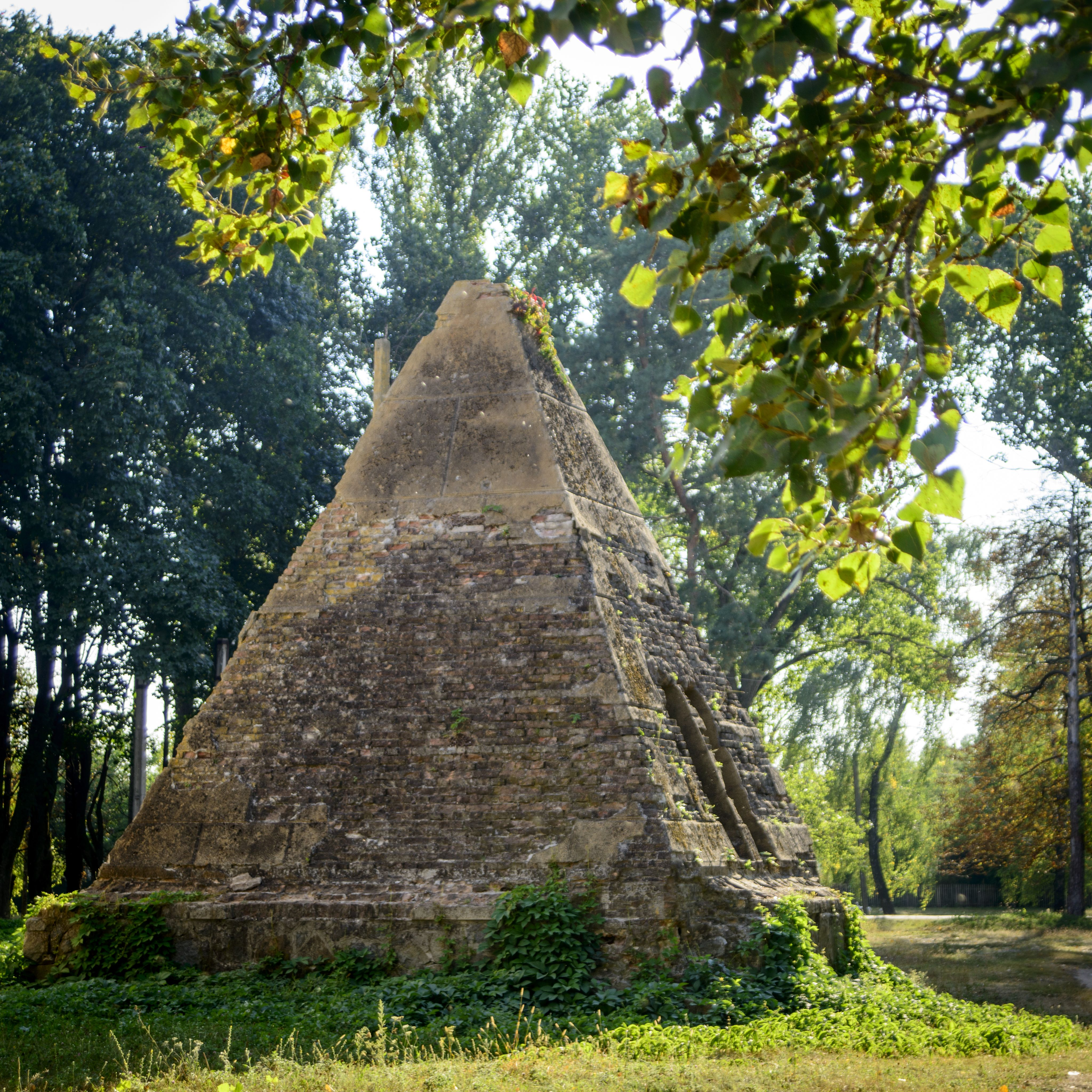
Піраміда Закревських у с. Березова Рудка
Піраміда на Петропавлівському цвинтарі, м. Суми
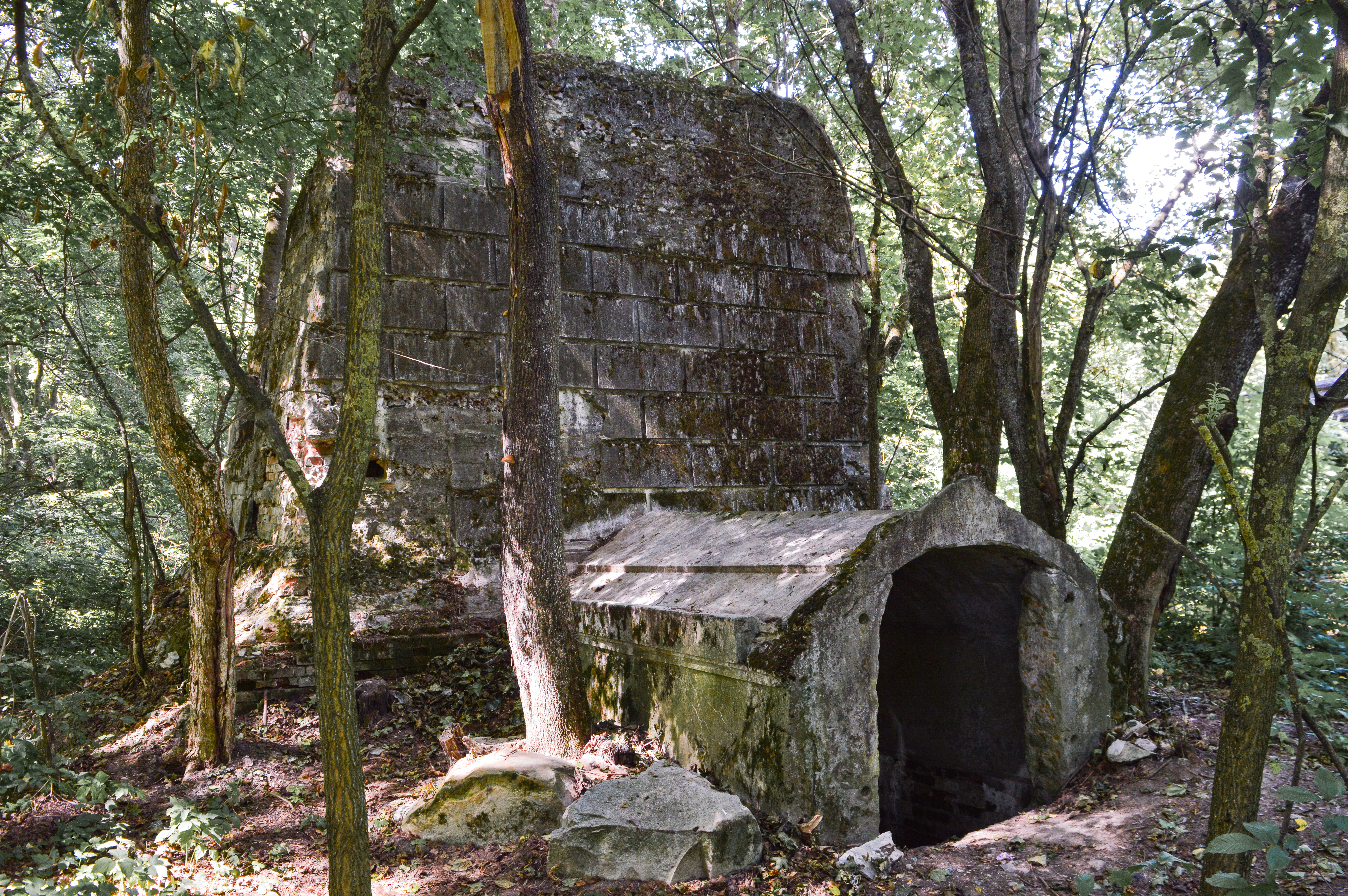
Склеп Шечкових у с. Воргол